# Thermococcus hydrothermalis
A Thermococcus hydrothermalis egy hipertermofil Archaea faj. Az archeák – ősbaktériumok – egysejtű, sejtmag nélküli prokarióta szervezetek. Obligát anaerob, gömb alakú, 0,8-2 μm átmérőjű. Típustörzse AL662T.